# Lilium leucanthum
Lilium leucanthum là một loài thực vật có hoa trong họ Liliaceae. Loài này được (Baker) Baker miêu tả khoa học đầu tiên năm 1901.